# 羅莉·埃爾南德斯
羅莉·埃尔南德斯（Laurie Hernandez，2000年6月9日—）是一位知名的美國女子競技體操選手及美國女子競技體操隊在2016年夏季奧林匹克運動會體操比賽的隊員之一。

## 外部連結
- 美國體操協會的羅莉·埃尔南德斯個人介紹 （页面存档备份，存于）